# Agger (plaats)
Agger is een plaats in de Deense regio Noord-Jutland, gemeente Thisted. De plaats telt 392 inwoners (2011).

## Geboren
- Frank Kristensen (1977), voetballer